# Свети Никола (Вирче)
Вижте пояснителната страница за други значения на Свети Никола.
„Свети Никола“ или „Свети Николай“ (на македонска литературна норма: „Свети Никола“, „Свети Николај“) е късновъзрожденска православна църква в царевоселското село Вирче, източната част на Република Македония. Част е от Царевоселско-Каменишката епархия на Македонската православна църква – Охридска архиепископия.
Църквата е изградена в 1857 година, не е зографисана, а иконите са от XIX век.
- Камбанарията
- Входната врата